# Vladimir Kozlov
Oleh Aleksandrowytsch Prudyus (ukrainisch Олег Олександрович Прудіус, russisch Олег Александрович Прудиус/Oleg Alexandrowitsch Prudius; * 27. April 1979 in der heutigen Ukraine, damals Ukrainische SSR), besser bekannt unter dem Ringnamen Vladimir Kozlov, ist ein amerikanisch-ukrainischer Wrestler. Er war früher Freistilringer, Rugbyspieler, American-Football-Spieler (unter anderem in der ukrainischen Nationalmannschaft), Kickboxer, Judoka, Sambo und Mixed Martial Arts Kämpfer.

## Wrestlingkarriere

### WWE
Über den Promoter Jerry Jarrett bekam Prudyus einen Vertrag mit World Wrestling Entertainment. Am 17. Januar 2006 kündigte WWE an, dass Prudyus noch Training brauche und schickte ihn zu ihrer Trainingsliga Deep South Wrestling. Am 7. April 2006 hatte Prudyus seinen ersten Auftritt dort gegen Tommy Suede.
Am 5. Mai 2006 bestritt Prudyus sein erstes Match bei WWE (ein Darkmatch) in einer Arena im kalifornischen San Jose und durfte dort Rob Conway besiegen. In der nächsten Show, einen Tag später, beschimpfte Matt Striker Prudyus in einer Promo als „schmutzigen Einwanderer“ und verursachte so Prudyus’ Storyline-Angriff auf ihn. In der Folge wurde Prudyus jedoch zunächst für weiteres Training aus dem TV-Programm genommen.
Am 18. Dezember 2006 hatte Prudyus seinen ersten Auftritt als Vladimir Kozlov in einer Ausgabe von RAW. In den nächsten Wochen wurde Kozlov in WWE Shows des Öfteren im Publikum interviewt, um ihn bekannt zu machen. Danach sah man ihn erneut über ein Jahr nicht mehr im Fernsehen, er nahm jedoch an einer weiteren Reihe von sogenannten Dark Matches teil.

#### Ohio Valley Wrestling (2007–2008)
Man schickte ihn zum weiteren Training zurück zu Ohio Valley Wrestling und er erhielt dort am 28. Juli 2007 den OVW Heavyweight Championship von Paul Burchill, den er jedoch noch in der gleichen Nacht an Mike Kruel laut Storyline wieder abgeben musste.

#### SmackDown! (2008–2009)
Am 4. April 2008 gab Prudyus sein offizielles WWE-Debüt als Vladimir Kozlov und besiegte Matt Bentley. Seitdem baute man den Charakter Kozlov mit Squash Matches auf. Ab September bezog man ihn in das Geschehen um den WWE Champion Titel mit ein. Mit Beginn des Jahres 2009 flachte seine Förderung allerdings zunehmend ab.

#### ECW (2009–2010)
Durch die sogenannte „Draft Lottery“ 2009 wurde Prudyus dem ECW-Kader zugeteilt.
Sein Debüt bei ECW bestritt er am 21. April 2009. Prudyus fehdete mit William Regal und Ezekiel Jackson gegen Christian, Tommy Dreamer, Yoshi Tatsu und Goldust.

#### RAW (2010–2011)
Durch das Ende von ECW wechselte Prudyus zur Montagssendung RAW. Bei RAW versöhnte Prudyus sich wieder mit William Regal, allerdings nur für kurze Zeit. Im Anschluss fehdete er zusammen mit Santino Marella gegen Regal. Am 6. Dezember 2010 durfte er mit Marella den WWE Tag Team-Titel von Heath Slater und Justin Gabriel (The Nexus) gewinnen.
Am 20. Februar 2011, bei der Großveranstaltung Elimination Chamber, verloren sie die Titel wieder an Slater und Gabriel.
In der 5. Staffel von WWE NXT fungierte er als Pro von Conor O’Brian. Am Freitag, den 5. August 2011, wurde Prudyus Entlassung bekannt gegeben. Seitdem ist er in der Independentszene unter dem Namen Alexander Kozlov zu sehen.

## Titel und Erfolge

### Wrestling
- Ohio Valley Wrestling
  - 1× OVW Heavyweight Championship
- WWE
  - 1× WWE Tag Team Champion (mit Santino Marella)

### Andere
- Prudyus errang zahlreiche Erfolge, so war er z. B. International Heavyweight Champion der United States Kickboxing Association (USKBA).

## Sonstiges
Prudyus hat schon als Bühnen- und Leinwandschauspieler gearbeitet, er hatte z. B. eine kleine Rolle in Spike Lee’s 25th Hour, sowie in dem Fake-Trailer „Werewolf Women of the SS“ im Zuge des Double Features Grindhouse. Auch hatte Prudyus bisher einige TV-Auftritte. Er erschien in den Fernsehserien The Wire, Roksalana und It’s Not To Easy. Er spielte im Russian Military Theatre Victoria Day und in der Ukrainian University die drei Musketiere.